# Nikita Ducarroz
Nikita Ducarroz (Nice, 12 de agosto de 1996) é uma ciclista suíça.
Em 2019, Ducarroz também terminou em quinto lugar no Campeonato Mundial de Ciclismo Urbano da UCI, em quarto lugar na Copa do Mundo BMX Freestyle da UCI e, em seguida, venceu a 2020 BMX Simple Session em Tallinn, na Estônia. Ela conquistou a medalha de bronze no BMX freestyle nos Jogos Olímpicos de 2020 em Tóquio.